# Atletismo nos Jogos Olímpicos de Verão de 2008 - 100 m feminino
A competição dos 100 metros rasos feminino nos Jogos Olímpicos de Verão de 2008 aconteceu no dia 16 e 17 de Agosto no Estádio Nacional de Pequim.

## Medalhistas
| Ouro  | JAM Shelly-Ann Fraser                |
| Prata | JAM Sherone Simpson e Kerron Stewart |

## Recordes
Antes desta competição, os recordes mundiais e olímpicos da prova eram os seguintes:
| Tipo | Atleta                   | Tempo   | Local        | Data                   |
| ---- | ------------------------ | ------- | ------------ | ---------------------- |
|      | Florence Griffith-Joyner | 10.49 s | Indianápolis | 16 de julho de 1988    |
|      | Florence Griffith-Joyner | 10.62 s | Seul         | 24 de setembro de 1988 |

## Ronda 1
Eliminatória 1
| # | Atleta                  | Tempo | Qual. |
| - | ----------------------- | ----- | ----- |
| 1 | USA Torri Edwards       | 11.26 | Q     |
| 2 | GBR Jeanette Kwakye     | 11.30 | Q     |
| 3 | CMR Myriam Leonie Mani  | 11.64 | Q     |
| 4 | BUL Inna Eftimova       | 11.67 |       |
| 5 | CHN Wang Jing           | 11.87 |       |
| 6 | ARM Ani Khachikyan      | 12.76 |       |
| 7 | MKD Ivana Rozhman       | 12.92 |       |
| 8 | PLW Peoria Koshiba      | 13.18 |       |
| 9 | OMA Buthaina Al-Yaqoubi | 13.90 |       |

Eliminatória 2
| # | Atleta               | Tempo | Qual. |
| - | -------------------- | ----- | ----- |
| 1 | FRA Christine Arron  | 11.37 | Q     |
| 2 | USA Lauryn Williams  | 11.38 | Q     |
| 3 | IVB Tahesia Harrigan | 11.46 | Q     |
| 4 | BRA Lucimar de Moura | 11.60 | q     |
| 5 | GRN Sherry Fletcher  | 11.65 |       |
| 6 | IRQ Dana Abdulrazak  | 12.36 |       |
| 7 | PAK Sadaf Siddiqui   | 12.41 |       |
| 8 | TUV Asenate Manoa    | 14.05 |       |

Eliminatória 3
| # | Atleta               | Tempo | Qual. |
| - | -------------------- | ----- | ----- |
| 1 | USA Muna Lee         | 11.33 | Q     |
| 2 | ITA Anita Pistone    | 11.43 | Q     |
| 3 | UZB Guzel Khubbieva  | 11.44 | Q     |
| 4 | SKN Virgil Hodge     | 11.48 | q     |
| 5 | RUS Natalia Rusakova | 11.61 | q     |
| 6 | HKG Kin Yee Wan      | 12.37 |       |
| 7 | PLE Gharid Ghrouf    | 13.07 |       |
| 8 | VAN Elis Lapenmal    | 13.31 |       |
| 9 | MTN Bounkou Camara   | 13.69 |       |

Eliminatória 4
| # | Atleta                    | Tempo | Qual. |
| - | ------------------------- | ----- | ----- |
| 1 | BAH Chandra Sturrup       | 11.30 | Q     |
| 2 | TRI Kelly Ann Baptiste    | 11.39 | Q     |
| 3 | LTU Lina Grincikaite      | 11.43 | Q     |
| 4 | TRI Semoy Hackett         | 11.53 | q     |
| 5 | CIV Affoué Amandine Allou | 11.75 |       |
| 6 | TKM Valentina Nazarova    | 11.94 |       |
| 7 | CAM Titlinda Sou          | 12.98 |       |
| 8 | DJI Fathia Ali Bourrale   | 14.29 |       |

Eliminatória 5
| # | Atleta                  | Tempo | Qual. |
| - | ----------------------- | ----- | ----- |
| 1 | BEL Kim Gevaert         | 11.33 | Q     |
| 2 | BLR Yuliya Nestsiarenka | 11.40 | Q     |
| 3 | VIE Thi Huong Vu        | 11.65 | Q     |
| 4 | NGR Halimat Ismaila     | 11.72 |       |
| 5 | JPN Chisato Fukushima   | 11.74 |       |
| 6 | ANT Sonia Williams      | 12.04 |       |
| 7 | GUM Cora Alicto         | 13.31 |       |
| 8 | AFG Robina Muqimyar     | 14.80 |       |

Eliminatória 6
| # | Atleta                         | Tempo | Qual. |
| - | ------------------------------ | ----- | ----- |
| 1 | JAM Shelly-ann Fraser          | 11.35 | Q     |
| 2 | GHA Vida Anim                  | 11.47 | Q     |
| 3 | GAB Paulette Ruddy Zang-Milama | 11.62 | Q     |
| 4 | GBR Laura Turner               | 11.65 |       |
| 5 | MAD Nirinaharifidy Ramilijaona | 12.07 |       |
| 6 | BAH Timicka Clarke             | 12.16 |       |
| 7 | AND Montserrat Pujol           | 12.73 |       |
| 8 | NCA Jessica Aguilera           | 13.15 |       |
| 9 | SOL Pauline Kwalea             | 13.28 |       |

Eliminatória 7
| # | Atleta                  | Tempo | Qual. |
| - | ----------------------- | ----- | ----- |
| 1 | BUL Ivet Lalova         | 11.33 | Q     |
| 2 | GBR Montell Douglas     | 11.36 | Q     |
| 3 | CUB Virgen Benavides    | 11.45 | Q     |
| 4 | NGR Franca Idoko        | 11.61 | q     |
| 5 | SLO Pia Tajnikar        | 11.82 |       |
| 6 | COM Ahamada Feta        | 11.88 |       |
| 7 | GAM Fatou Tiyana        | 12.25 |       |
| 8 | BAN Beauty Nazmun Nahar | 12.52 |       |

Eliminatória 8
| # | Atleta                         | Tempo | Qual. |
| - | ------------------------------ | ----- | ----- |
| 1 | NGR Oludamola Osayomi          | 11.13 | Q     |
| 2 | BAH Debbie Ferguson            | 11.17 | Q     |
| 3 | POL Daria Korczynska           | 11.22 | Q     |
| 4 | COL Yomara Hinestroza          | 11.39 | q     |
| 5 | TRI Sasha Springer-Jones       | 11.55 | q     |
| 6 | PNG Mae Koime                  | 11.68 |       |
| 7 | CHA Hiniksia Albertine Ndikert | 12.55 |       |
| 8 | COD Franka Magali              | 12.57 |       |

Eliminatória 9
| # | Atleta                     | Tempo | Qual. |
| - | -------------------------- | ----- | ----- |
| 1 | RUS Evgeniya Polyakova     | 11.24 | Q     |
| 2 | BAR Jade Bailey            | 11.46 | Q     |
| 3 | JAM Sherone Simpson        | 11.48 | Q     |
| 4 | UKR Natalia Pohrebniak     | 11.60 | q     |
| 5 | BUL Tezdzhan Naimova       | 11.70 |       |
| 6 | THA Jutamass Thavoncharoen | 11.82 |       |
| 7 | YEM Waseelah Saad          | 13.60 |       |
| 8 | FSM Maria Ikelap           | 13.73 |       |
| 9 | LAO Philaylack Sackpaseuth | 13.86 |       |

Eliminatória 10
| # | Atleta                     | Tempo | Qual. |
| - | -------------------------- | ----- | ----- |
| 1 | JAM Kerron Stewart         | 11.28 | Q     |
| 2 | NOR Ezinne Okparaebo       | 11.32 | Q     |
| 3 | ISV Laverne Jones-Ferrette | 11.41 | Q     |
| 4 | HAI Barbara Pierre         | 11.52 | q     |
| 5 | RUS Natalia Murinovich     | 11.55 | q     |
| 6 | MLT Charlene Attard        | 12.20 |       |
| 7 | SLE Michaela Kargbo        | 12.54 |       |
| 8 | MNE Milena Milasevic       | 12.65 |       |
| 9 | NEP Chandra Kala Thapa     | 13.15 |       |

## Ronda 2
Eliminatória 1
| # | Atleta                     | Tempo      | Qual. |
| - | -------------------------- | ---------- | ----- |
| 1 | JAM Shelly-Ann Fraser      | 11.06      | Q     |
| 2 | RUS Yevgeniya Polyakova    | 11.13 (SB) | Q     |
| 3 | GBR Jeanette Kwakye        | 11.18 (PB) | Q     |
| 4 | SKN Virgil Hodge           | 11.45      |       |
| 5 | ISV LaVerne Jones-Ferrette | 11.55      |       |
| 6 | CMR Myriam Léonie Mani     | 11.65      |       |
| 7 | NGR Ene Franca Idoko       | 11.66      |       |
| 8 | BAR Jade Bailey            | 11.67      |       |

Eliminatória 2
| # | Atleta                  | Tempo      | Qual. |
| - | ----------------------- | ---------- | ----- |
| 1 | JAM Sherone Simpson     | 11.02      | Q     |
| 2 | USA Muna Lee            | 11.08      | Q     |
| 3 | BAH Chandra Sturrup     | 11.16      | Q     |
| 4 | GBR Montell Douglas     | 11.38      |       |
| 5 | CUB Virgen Benavides    | 11.40 (SB) |       |
| 6 | TRI Kelly-Ann Baptiste  | 11.42      |       |
| 7 | RUS Natalya Murinovich  | 11.51      |       |
| 8 | UKR Nataliya Pohrebnyak | 11.55      |       |

Eliminatória 3
| # | Atleta                | Tempo | Qual. |
| - | --------------------- | ----- | ----- |
| 1 | BAH Debbie Ferguson   | 11.21 | Q     |
| 2 | NGR Oludamola Osayomi | 11.28 | Q     |
| 3 | GHA Vida Anim         | 11.32 | Q     |
| 4 | FRA Christine Arron   | 11.36 |       |
| 5 | POL Daria Korczynska  | 11.41 |       |
| 6 | RUS Natalia Rusakova  | 11.49 |       |
| 7 | COL Yomara Hinestroza | 11.66 |       |
| 8 | VIE Vu Thi Huong      | 11.70 |       |

Eliminatória 4
| # | Atleta                         | Tempo      | Qual. |
| - | ------------------------------ | ---------- | ----- |
| 1 | JAM Kerron Stewart             | 10.98      | Q     |
| 2 | USA Lauryn Williams            | 11.07      | Q     |
| 3 | BEL Kim Gevaert                | 11.10      | Q     |
| 4 | BLR Yulia Nestsiarenka         | 11.14 (SB) | q     |
| 5 | IVB Tahesia Harrigan           | 11.36 (SB) |       |
| 6 | TRI Semoy Hackett              | 11.46      |       |
| 7 | UZB Guzel Khubbieva            | 11.49      |       |
| 8 | BRA Lucimar Aparecida de Moura | 11.67      |       |

Eliminatória 5
| # | Atleta                   | Tempo      | Qual. |
| - | ------------------------ | ---------- | ----- |
| 1 | USA Torri Edwards        | 11.31      | Q     |
| 2 | LTU Lina Grincikaite     | 11.33 (PB) | Q     |
| 3 | BUL Ivet Lalova          | 11.40      | Q     |
| 4 | NOR Ezinne Okparaebo     | 11.45      |       |
| 5 | HAI Barbara Pierre       | 11.56      |       |
| 6 | ITA Anita Pistone        | 11.56      |       |
| 7 | GAB Paulette Zang-Milama | 11.59      |       |
| 8 | TRI Sasha Springer       | 11.71      |       |

## Semi-finais
Eliminatória 1
| # | Atleta                | Tempo | Qual. |
| - | --------------------- | ----- | ----- |
| 1 | JAM Shelly-Ann Fraser | 11.00 | Q     |
| 2 | USA Muna Lee          | 11.06 | Q     |
| 3 | USA Lauryn Williams   | 11.10 | Q     |
| 4 | JAM Sherone Simpson   | 11.11 | Q     |
| 5 | BAH Chandra Sturrup   | 11.22 |       |
| 6 | LTU Lina Grincikaite  | 11.50 |       |
| 7 | BUL Ivet Lalova       | 11.51 |       |
| 8 | GHA Vida Anim         | 11.51 |       |

Eliminatória 2
| # | Atleta                  | Tempo | Qual. |
| - | ----------------------- | ----- | ----- |
| 1 | JAM Kerron Stewart      | 11.05 | Q     |
| 2 | USA Torri Edwards       | 11.18 | Q     |
| 3 | GBR Jeanette Kwakye     | 11.19 | Q     |
| 4 | BAH Debbie Ferguson     | 11.22 | Q     |
| 5 | BLR Yulia Nestsiarenka  | 11.26 |       |
| 6 | BEL Kim Gevaert         | 11.30 |       |
| 7 | RUS Yevgeniya Polyakova | 11.38 |       |
| 8 | NGR Oludamola Osayomi   | 11.44 |       |

## Final
| #                | Atleta                | Tempo | Notas |
| ---------------- | --------------------- | ----- | ----- |
| Medalha de ouro  | JAM Shelly-Ann Fraser | 10.78 | PB    |
| Medalha de prata | JAM Sherone Simpson   | 10.98 |       |
| Medalha de prata | JAM Kerron Stewart    | 10.98 |       |
| 4                | USA Lauryn Williams   | 11.03 |       |
| 5                | USA Muna Lee          | 11.07 |       |
| 6                | GBR Jeanette Kwakye   | 11.14 | PB    |
| 7                | BAH Debbie Ferguson   | 11.19 |       |
| 8                | USA Torri Edwards     | 11.20 |       |

Legenda
| Recorde mundial      | Recorde mundial (World record)               |                       | Recorde africano                      | Recorde africano (African) |                                           | Q | Classificado por posição (Qualified) |
| Recorde olímpico     | Recorde olímpico (Olympic record)            | Recorde da América    | Recorde da América (Americas)         | q                          | Classificado por melhor tempo (Qualified) |   |                                      |
| Melhor marca do ano  | Melhor marca do ano (World leading)          | Recorde asiático      | Recorde asiático (Asian)              | DNS                        | Não largou (Did not start)                |   |                                      |
| Recorde nacional     | Recorde nacional (National record)           | Recorde europeu       | Recorde europeu (European)            | DNF                        | Não terminou (Did not finish)             |   |                                      |
| Recorde pessoal      | Recorde pessoal do atleta (Personal best)    | Recorde da Oceania    | Recorde da Oceania (Oceania)          | DSQ / DQ                   | Desclassificado (Disqualified)            |   |                                      |
| Recorde da temporada | Recorde da temporada do atleta (Season best) | Recorde sul-americano | Recorde sul-americano (South America) | NM                         | Sem marca (No mark)                       |   |                                      |